# Julio García (militar)
Julio García (c. 1825-7 de agosto de 1876) fue un militar y político mexicano, así como Gobernador de Colima. Nació en Ameca, Jalisco. Contribuyó a la campaña de Tepic, Nayarit en 1863 contra Tovar y Lozada. 
Durante la Guerra de Reforma, con el grado de coronel, fue comisionado por Pedro Ogazón para combatir a los conservadores en el Occidente. Se batió en la Batalla de Atenquique contra los Imperialistas en 1858 a las órdenes de Santos Degollado. Luego incursionó por el Sur de Jalisco en las Montañas de Michoacán y territorio de Colima titulándose Gobernador y Comandante Militar de esa Entidad. Pretendió anexar la zona de Coalcomán, Michoacán a Colima jefaturando a un ejército  que derrotó y dio muerte al francés Gral. Alfredo Berthelin en El Guayabo, Jalisco, acto por el cual fue ascendido a general. Más tarde defendió Querétaro y la Ciudad de México.  
Murió en 1876 en su Hacienda de Trojes, donde los Gobiernos de los Estados de Colima, Jalisco y Michoacán conjuntamente le erigieron un monumento en su Honor.